# Meganoidi
I Meganoidi sono un gruppo musicale italiano originario di Genova. Nata con grosse influenze punk, la band ha negli anni mutato stile fino ad approdare a un post-rock più lento e fluido.

## Storia
Il gruppo si è formato nel 1997 a Genova, mutuando il nome dai "cattivi" dell'anime Daitarn 3. Il gruppo, originariamente composto da quattro elementi, voce, chitarra, basso e batteria, si è ampliato nel 1998 con l'inserimento della tromba. Grazie al fondamentale supporto di alcuni centri sociali genovesi ("Terra di nessuno" e "Zapata") il gruppo ha avuto l'opportunità di esibirsi frequentemente dal vivo e nello stesso anno esce l'EP Supereroi vs Municipale, composto da cinque canzoni ska (quattro in italiano e una in inglese).
Tre anni dopo si aggiungono alla formazione un sassofonista e un percussionista (la iena Francesco "Cisco" Di Roberto), e viene realizzato il primo album, Into the Darkness, Into the Moda. In tale album emergono in maniera piuttosto netta influenze non solo ska punk o ska-core, che comunque tenderanno a diminuire notevolmente nel disco successivo fino a scomparire del tutto. Fra i brani più famosi del disco il singolo Supereroi, celebre per essere divenuto la sigla del programma TV Le Iene e con l'apparizione, nel video ufficiale, del duo comico Luca e Paolo nelle vesti dei "municipali" (due vigili della polizia).
Per il loro secondo album, Outside the Loop, Stupendo Sensation, bisogna aspettare altri due anni: con questo nuovo lavoro il gruppo prende parzialmente le distanze dal genere ska per migrare verso un più sperimentale alternative rock/punk; questo cambiamento di stile viene, dalla band stessa, associato ad un cambiamento di mentalità, dovuto anche ai fatti accaduti durante il G8 a Genova. I Meganoidi si sentono ormai "fuori dal giro", come suggeriscono il titolo stesso dell'album ed il brano Inside the Loop.
La scelta dell'autoproduzione non incide sulla qualità della registrazione: l'album viene registrato nel loro nuovo studio, il Green Fog Studio, mixato in Canada da Vic Florentia (che già aveva lavorato per Tool e Danko Jones) e masterizzato al Classic Sound di New York da Joe Lambert. L'album esce sotto l'etichetta indipendente Green Fog Records, creata dal gruppo con l'intenzione di sostenere anche le realtà della musica underground ed indipendente.
L'album viene pubblicato al prezzo politico di 13 euro come segno di opposizione e di distacco dalla ideologia delle case discografiche. Da questo album viene alla luce una delle canzoni più popolari del gruppo, Zeta Reticoli, il cui videoclip, che vede anche la partecipazione del cabarettista Alessandro Bianchi, è stato uno dei più trasmessi durante l'anno 2004 dall'emittente televisiva musicale MTV. Nel maggio 2005 viene pubblicato And Then We Met Impero, EP dai toni progressive e malinconici, che rivela grandi influenze dei Pink Floyd e crea suggestive atmosfere, attirandosi, però, le critiche dai più vecchi estimatori.
Nell'ottobre dello stesso anno esce GE2001, compilation pubblicata in allegato al quotidiano Il manifesto per raccogliere fondi per i processi seguiti ai fatti del G8 di Genova. Vari gli artisti che parteciperanno all'iniziativa: tra questi anche i Meganoidi con il brano M.R.S., già presente in Outside the loop stupendo sensation, riedito in una nuova versione pubblicata gratuitamente. Il 28 aprile 2006 esce il loro terzo album, Granvanoeli. Lo stile è simile all'EP And Then We Met Impero, ma presenta canzoni in generale più lente e con cinque pezzi cantati in italiano. Dall'album vengono tratti i videoclip per le tracce Dai pozzi e Un approdo. Durante il Tour di Granvanoeli, Mattia Cominotto sceglie di allontanarsi dall'attività live per dedicarsi alle produzioni presso il Green Fog Studio. Fabrizio Sferrazza decide di lasciare la band per motivi personali.

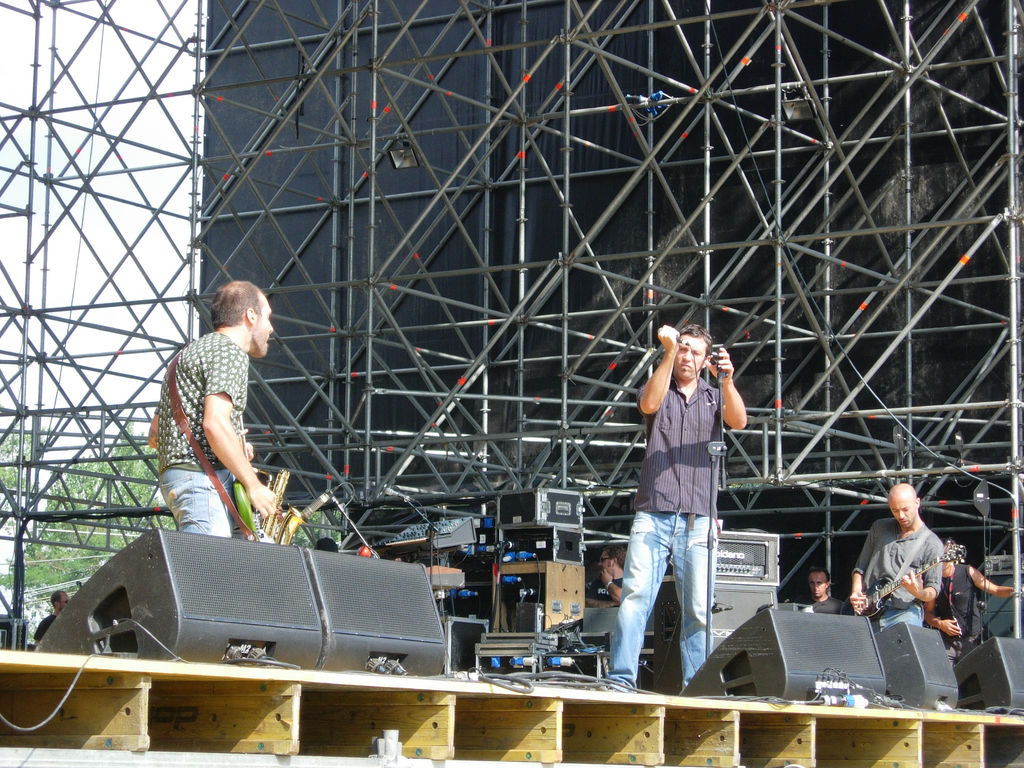
La band in concerto nel 2007

A novembre 2008 i Meganoidi registrano Al posto del fuoco, album interamente cantato in italiano, che viene pubblicato il 10 aprile 2009; la masterizzazione dell’album è stata eseguita da Maurizio Giannotti al New Mastering di Milano.
Nell'inverno del 2011 pubblicano il loro quinto album intitolato Welcome in disagio, registrato e mixato da Mattia Cominotto.
Nel 2014 esce il CD+DVD dal vivo Meganoidi in concerto, prodotto insieme a oltre 280 fan con la piattaforma MusicRaiser, registrato e mixato da Nicola Sannino con le riprese video e montaggio a cura di Lucerna Films. Questo live ideato da Luca Guercio (trombettista/chitarrista della band) e prodotto esecutivamente insieme a Tiziano Scali (fonico live della band) ripercorre l'intera carriera ed è disponibile in HD su YouTube.
Nell'autunno 2017 i Meganoidi pubblicano Delirio Experience. Il disco viene registrato e mixato dal nuovo collaboratore stabile, Nicola Sannino, presso il Tabasco Studio di Sori, e prodotto da Luca Guercio e Nicola Sannino.
Dopo due anni di tour in Italia, la band decide di recarsi nuovamente in studio nell'autunno 2019 per registrare il settimo album in studio, Mescla. Luca Guercio e Nicola Sannino si ritrovano così a curare la produzione di Mescla presso il Tabasco Studio di Sori. Dopo lo stop necessario per la pandemia, il Mescla tour è ripartito nel 2021, raddoppiando i concerti cancellati a causa del Covid.
L'uscita del primo singolo il 31 gennaio 2020 anticipa l'uscita del disco, che sarà disponibile in tutti gli store fisici e digitali dal 21 febbraio 2020. Dopo lo stop necessario per la pandemia, il Mescla tour è ripartito, raddoppiando i concerti cancellati a causa del Covid. Nel 2022 fino al 2023 a band è in tournée in Italia e in Europa dal 2022, rappresentando l'Italia anche al prestigioso Sziget Festival a Budapest nell'estate del 2023.
Nell'ottobre del 2023 esce su Prime Video il Wine On Tour una docuserie con prima puntata nelle cantine liguri, che vede Luca “Luke” Babbiotti come protagonista che gira per le cantine della Liguria accompagnato dalla colonna sonora scritta da Luca Guercio dei Meganoidi. 
Nel dicembre del 2023 esce su Prime Video "Il leone e la farfalla" con la regia di Fabrizio Denaro, la storia della campionessa mondiale di pattinaggio artistico a rotelle Paola Fraschini, il docufilm ripercorre tutte le principali tappe dell'atleta e la colonna sonora è curata da Luca Guercio dei Meganoidi.
Nel 2024 in occasione del ventesimo anniversario di "Zeta Reticoli", uno dei loro brani più iconici, i Meganoidi annunciano la pubblicazione di una nuova versione celebrativa, arricchita dalla collaborazione con Cristiano Godano, storico leader dei Marlene Kuntz. Il singolo sarà disponibile a partire da venerdì 14 giugno su tutte le piattaforme digitali e nei digital store.
Questa nuova interpretazione, arrangiata e prodotta da Luca Guercio anima della band insieme a Davide Di Muzio, unisce le voci di Davide e Cristiano in un'unica espressione artistica, registrata e mixata da Nicola Sannino presso il Tabasco Studio di Sori. 
Nel gennaio 2025, dopo un tour nel 2024 che li ha portati in giro per l’Italia con oltre 74 concerti, la band registra il nuovo singolo I Set di Hollywood. 
Il brano, scritto da Luca Guercio e Davide Di Muzio e arrangiato interamente da Luca Guercio, è stato registrato dal fedele Nicola Sannino al Tabasco Studio di Sori. Il singolo uscirà a marzo dello stesso anno, lanciando il nuovo tour, I Set di Hollywood Tour, che li porterà in giro per tutta Italia nel 2025.
Il 14 maggio 2025 esce nelle sale il film "Il Mio Compleanno", è un film pluripremiato diretto da Christian Filippi, la cui colonna sonora è stata affidata a Luca Guercio dei Meganoidi. Nella colonna sonora è presente anche il brano "Gocce" che chiude il film nei titoli di coda. 

## Formazione

### Formazione attuale
- Davide Di Muzio – voce
- Luca Guercio – tromba, chitarra, cori
- Riccardo "Jacco" Armeni – basso
- Saverio Malaspina – batteria
- Giulio Canepa – chitarra

### Ex componenti
- Francesco Di Roberto – percussioni
- Marco Chiesa – batteria
- Francesco "Frullo" La Rosa – batteria
- Bernardo Russo – chitarra, sintetizzatore
- Andrea Torretta – chitarra
- Mattia Cominotto – chitarra
- Fabrizio Sferrazza – sassofono, sintetizzatore

## Discografia

### Album in studio
- 2001 – Into the Darkness, Into the Moda
- 2003 – Outside the Loop, Stupendo Sensation
- 2006 – Granvanoeli
- 2009 – Al posto del fuoco
- 2012 – Welcome in disagio
- 2018 – Delirio Experience
- 2020 – Mescla

### Album dal vivo
- 2014 – In concerto

### EP
- 1998 – Supereroi vs Municipale
- 2005 – And Then We Met Impero

### Singoli
- 2000 – Meganoidi
- 2001 – Supereroi
- 2002 – King of Ska?
- 2003 – For Those Who Lie Awake (Let's Go)
- 2003 – Zeta reticoli
- 2004 – Inside the Loop
- 2006 – Dai pozzi
- 2007 – Un approdo
- 2009 – Aneta
- 2009 – Mia
- 2010 – Your Desire
- 2012 – Milioni di pezzi
- 2012 – Ghiaccio
- 2013 – Ora esiste dopo non più
- 2014 – Ogni attimo
- 2018 – Accade di là
- 2018 – Gocce
- 2018 – Tutto è fuori controllo
- 2018 – Respirare in orbita
- 2020 – Condizione
- 2020 – Persone nuove
- 2020 – Esercito in TV
- 2022 – Ora è calmo il mare
- 2024 – Zeta Reticoli feat. Cristiano Godano
- 2025 – I Set di Hollywood

### Apparizioni in compilation
- 2002 – Love Song in Kantina City Rockers
- 2002 – New Enemy in Piazza Carlo Giuliani Ragazzo
- 2002 – Do You Believe  in Punk & contaminazioni vol. I
- 2003 – The Penguin Against Putrid Powell in Skapunka 2
- 2004 – M.R.S. in indies against IN(VI)DIE
- 2005 – M.R.S. (versione inedita) in GE2001
- 2006 – Zeta reticoli (Bongo Jam Version) in Zenatron Vol. 1